# Nid d’Aigle
Nid d’Aigle (Adlernest) ist der Name einer Ortslage in den französischen Alpen. Sie besteht in der Hauptsache aus dem Endbahnhof einer Bergbahn und der in der Nähe befindlichen Berghütte Refuge du Nid d’Aigle mit Restaurant.

## Bahnhof
Der Bahnhof „Gare du Nid d'Aigle“ ist die Endstation des Tramway du Mont-Blanc, einer elektrisch betriebenen Zahnradbahn im Mont-Blanc-Massiv. Mit 2362 Metern ist er die höchstgelegene Bahnstation in Frankreich.
Die Bahn führt von der Talstation in Le Fayet über den Kurort Saint-Gervais-les-Bains zum Nid d’Aigle. Wegen Lawinengefahr im oberen Abschnitt endet in den Wintermonaten der Bahnbetrieb bereits in der tiefer gelegenen Station Bellevue.

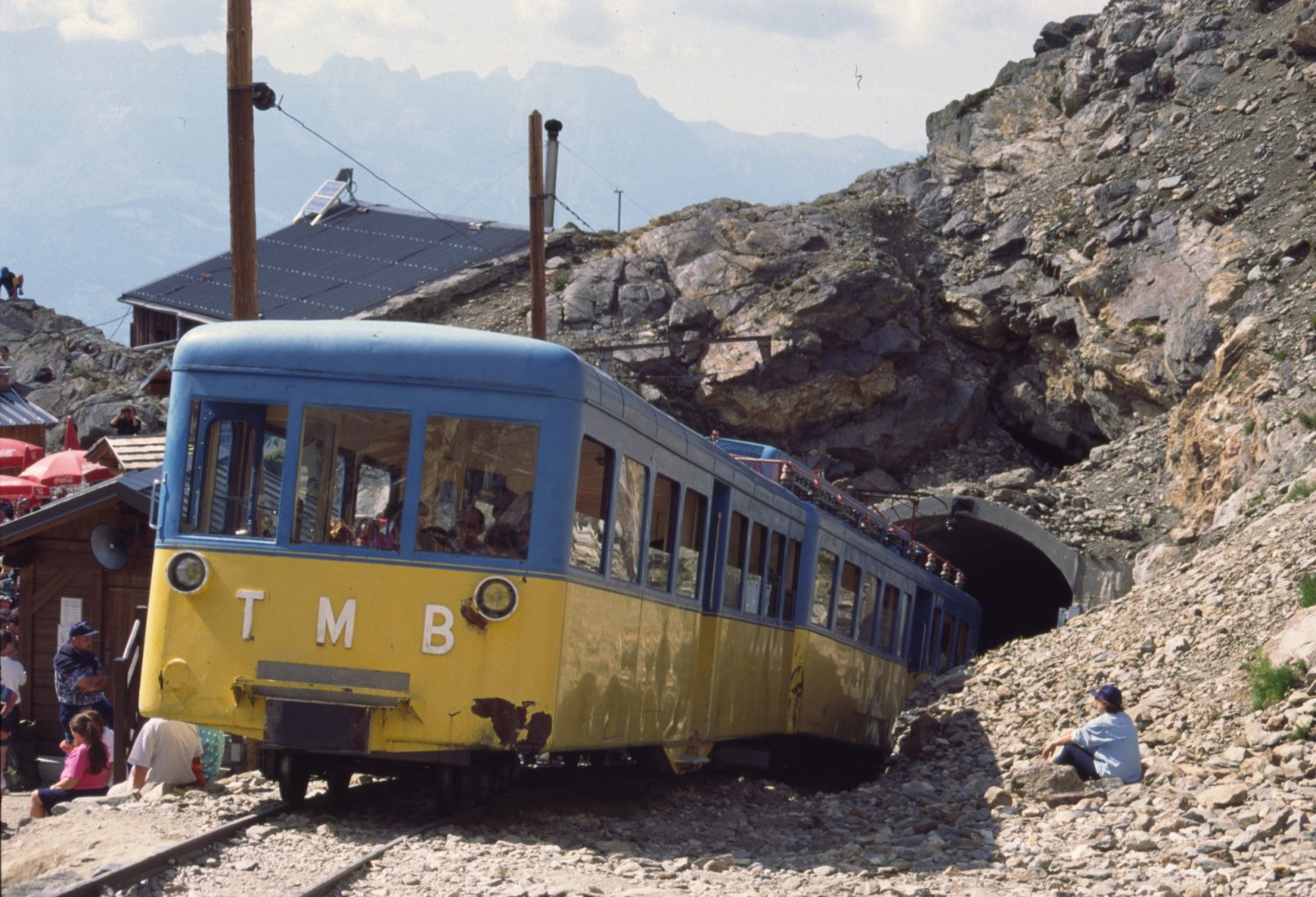
Zug am Nid d’Aigle in alter Farbgebung (1996)
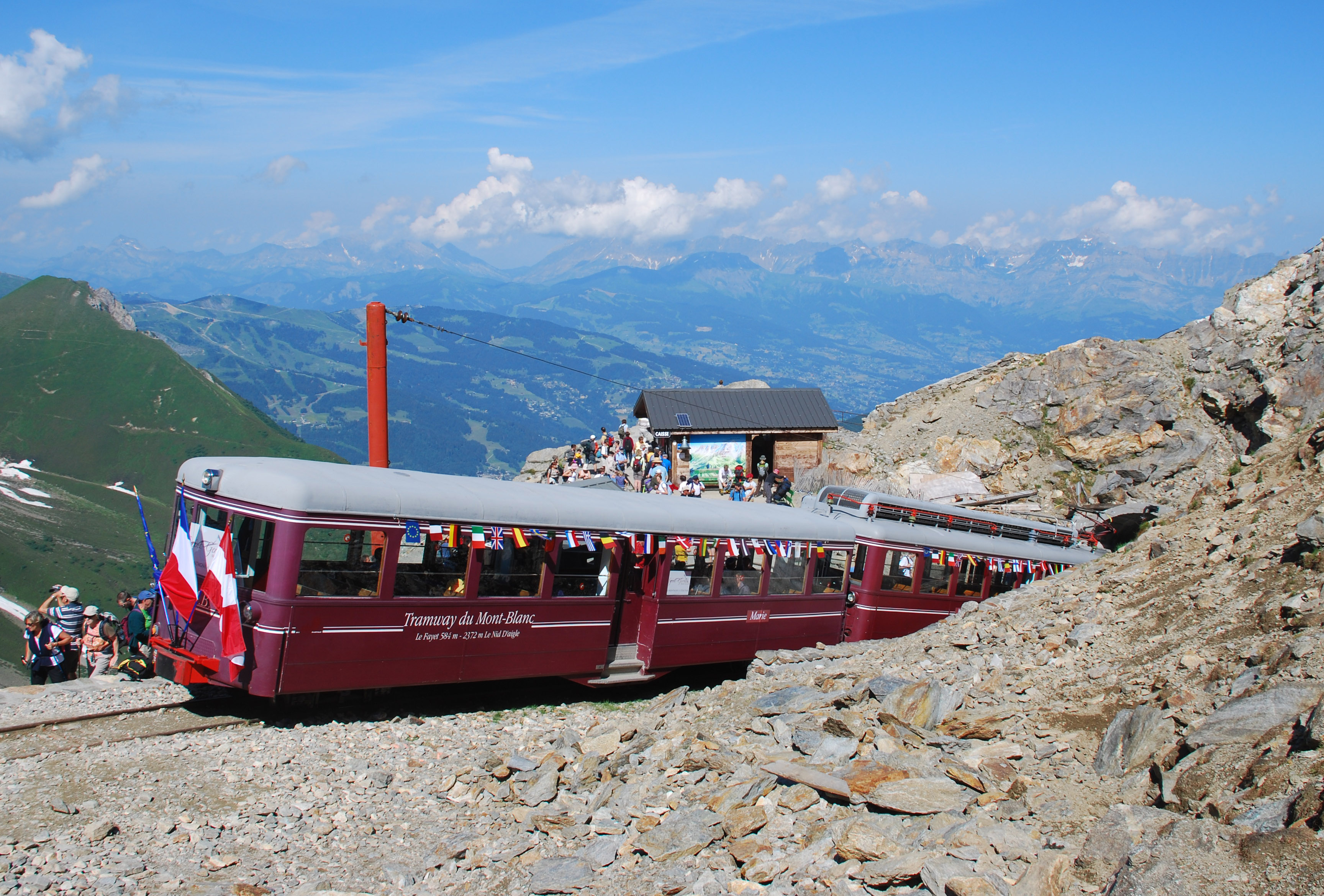
Zug am Nid d’Aigle in aktueller Farbgebung (2006)

## Tourismus
Die Bergstation ist ein Ausgangspunkt für Bergsteiger, die den Mont Blanc, die Aiguille de Bionnassay und andere Berge dieser Gebirgsgruppe besteigen wollen. Erfahrene Wanderer können auch auf das Refuge de Tête Rousse, von wo aus man Ausblick auf die Eiswand der Aiguille de Bionnassay hat.

## Sonstiges
Die bei einem Brand zerstörte Berghütte und das Restaurant wurden 2006 mehrere hundert Meter vom Endbahnhof entfernt in 2412 Meter Höhe neu aufgebaut.
Koordinaten: 45° 51′ 30,2″ N, 6° 47′ 54,2″ O